# Sisyphi Cavi
Sisyphi Cavi és una formació geològica de tipus cavus a la superfície de Mart, localitzada amb el sistema de coordenades planetocèntriques a -69.8 ° latitud N i 4.51 ° longitud E, que fa 423.63 km de diàmetre. El nom va ser aprovat per la UAI l'any 1976 i fa referència a una característica d'albedo.